# Ситибанк
АО КБ «Ситибанк» (полное наименование — Акционерное общество коммерческий банк «Ситибанк», зарегистрированный товарный знак «СИТИБАНК») — российский коммерческий банк с иностранным капиталом, который входит в финансовую корпорацию Citigroup.

## Собственники и руководство
100 % акций банка принадлежит нидерландской Citigroup Netherlands B.V., которая через ряд дочерних структур принадлежит холдингу Citigroup.

## Деятельность
В апреле 2021 года Citi объявил о решении продать розничный бизнес в России, следуя обновленной глобальной стратегии розничного бизнеса и решения о его продаже в 14 странах. В марте 2022 года Citi принял решение о расширении периметра продажи розничного бизнеса в России путем включения в него бизнеса по работе с российскими малыми и средними предприятиями в России.
25 августа 2022 года Citi объявил о том, что в рамках сокращения своих операций и присутствия в России компания будет сворачивать свой розничный бизнес и бизнес по работе с российскими малыми и средними предприятиями.
14 октября 2022 года Citi объявил о том, что прекратит предоставление практически всех услуг и сервисов в России для корпоративных клиентов к концу первого квартала 2023 года. После этого операционная деятельность Citi в России будет включать только услуги и сервисы, наличие которых требуется в соответствии с юридическими и регуляторными обязательствами компании.
28 октября 2022 года Citi объявил о продаже портфеля рублевых потребительских кредитов клиентов АО КБ «Ситибанк» российскому коммерческому банку ПАО «Банк Уралсиб». Тогда же Citi объявил о договоренности с ПАО «Банк Уралсиб» о заключении договора о приобретении задолженности по рублевым кредитным картам, выданным АО КБ «Ситибанк», при условии получения согласия клиентов. 12 декабря 2022 года права требования по части потребительских кредитов АО КБ «Ситибанк» были переданы ПАО «Банк Уралсиб».
В мае 2023 года Citi подтвердил, что заключил соглашение с ПАО «Банк Уралсиб», в рамках которого действующим держателям кредитных карт АО КБ «Ситибанк» при условии получения согласия клиентов будет предлагаться переход на обслуживание в Уралсиб, в соответствии с российским законодательством.
В июле 2024 года «Ситибанк» объявил, что перестанет обслуживать свои дебетовые карты после 20 сентября. Также станут недоступными платежи через СБП и QR-коды.
В апреле 2025 года клиенты брокерского подразделения банка начали получать денежные выплаты от заблокированных активов (купоны, дивиденды и погашения по облигациям) без лицензии Euroclear, которые ранее были заморожены системой Euroclear. Юристы полагают что это может быть первым шагом к продаже банка.

### Рейтинговые оценки
В 2017 году рейтинговое агентство АКРА присвоило АО КБ «Ситибанк» рейтинговую оценку АAA(RU) со стабильным прогнозом. Рейтинг подтверждался в 2018-2025 годах.

### Рейтинги
По мнению журнала Forbes, «Ситибанк» входит в число самых надежных банков в России, занимая 4-e место в рейтинге 2025 года.